# Michel-Ange Houasse

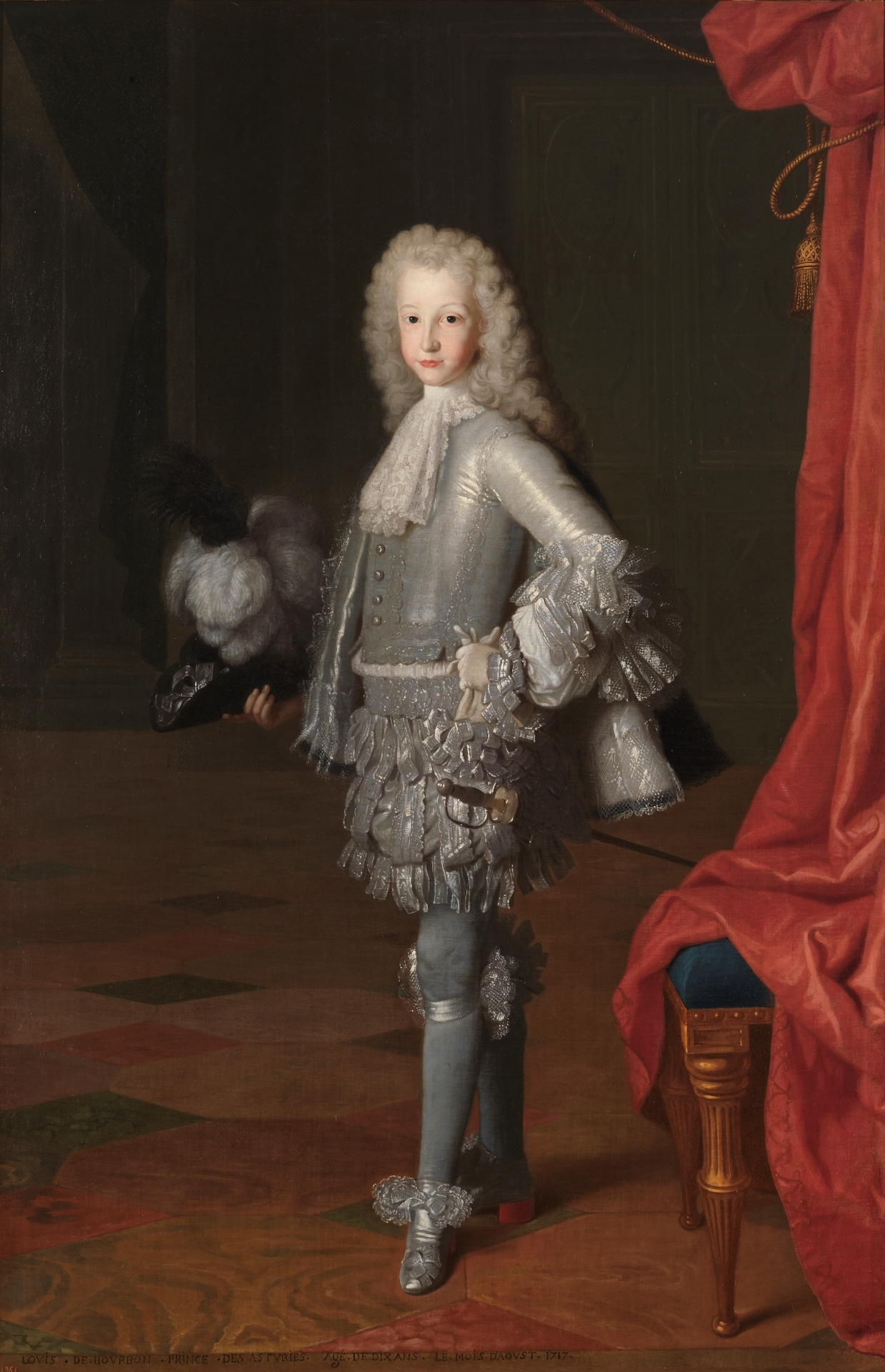
Michel-Ange Houasse, Portret księcia Ludwika (1717)

Michel-Ange Houasse (ur. w 1680 w Paryżu, zm. w 1730 w Arpajon) – francuski malarz okresu rokoka.
Był synem i uczniem malarza i dekoratora René-Antoine Houasse’a (1645–1710). W 1717 r. wyjechał do Madrytu na dwór Filipa V.
Malował głównie portrety oraz obrazy mitologiczne i religijne, zdradzające wpływ Poussina.

## Wybrane dzieła
- Bachanalia (1719) – Madryt, Prado
- Ofiara Bachusa (1720) – Madryt, Prado
- Portret młodego księcia Asturii (1717) – Madryt, Prado
- Święta Rodzina (1726) – Madryt, Prado
- Widok na klasztor Escorial (1720–30) – Madryt, Prado